# Історія вселенської церкви на Україні
«Історія вселенської церкви на Україні» (1953—1958 рр. написання) — це одна з нечисленних ґрунтовних праць про історію української церкви, автором якої є митрополит Йосиф Сліпий.

## Передумови написання
Після смерті А. Шептицького у листопаді 1944 року, Й. Сліпий, як наступник на митрополичому престолі, бере на себе всю відповідальність за розвиток Церкви, стає митрополитом галицьким — останнім митрополитом УГКЦ перед її ліквідацією.
У квітні 1945 р. духовний провідник заарештований каральними органами радянської влади. Його майже рік допитували, домагаючись визнання "вини" та зречення «неіснуючої» церкви. Після відбуття «строку» його не було звільнено, а відправлено фактично як в'язня в будинок інвалідів Маклаково в селі Кузьминка Єнісейського району Красноярського краю, де він пробув п'ять років. Заарештований вдруге 19 червня 1958 р., Й. Сліпий був засуджений до 7 років виправно-трудових таборів. Звільнено його з ув'язнення 26 січня 1963 р. за клопотанням папи Іоана ХХІІІ та тиском світової громадської думки. В підсумку це 18 років сибірської каторги!
Про сибірську каторгу митрополита Й. Сліпого і його наукову працю на засланні у 1953—1958 рр. стало відомо, як пише Мишанич, лише з початку 90-х рр. ХХ ст. з секретних архівів КДБ. В них поряд із судовими справами 1945—1946 і 1958—1959 рр. вчені відкрили як «речові докази» дві основні наукові праці митрополита Йосифа Сліпого, написані в цей час, —
- «Погляд на догматичні і історичні основи греко-католицької церкви в Радянському Союзі»
- «Історію вселенської церкви на Україні».

## Історія створення та основний зміст
Перш ніж відправити Й. Сліпого на заслання до Сибіру весною 1953 р., його було запрошено до Москви, де він прожив три місяці, мав зустрічі і розмови з керівництвом Міністерства закордонних справ СРСР. Це був час після смерті Сталіна, коли, здавалося, настануть зміни у кадровій і міжнародній політиці СРСР. Йому запропонували написати розгорнуту історичну довідку про Українську греко-католицьку церкву, що він незабаром і виконав. Своє тримісячне перебування у Москві митрополит використав для роботи в московських бібліотеках. Сліпий мав можливість, хоч і під постійним наглядом, користуватися бібліотекою ім. В.Леніна. Учений з ентузіазмом узявся за роботу, зібрав багато фактичного матеріалу.
У Маклаково науковець почав писати «Історію вселенської церкви на Україні». Крім московських бібліотек, автор користувався бібліотеками Єнісейська, Красноярська, частково одержував потрібну літературу зі Львова і Польщі. Його висока освіта і попередня наукова робота засвідчують, що він був готовим до написання такої праці і в найсуворіших умовах. А коли йшлося про відновлення греко-католицької церкви в Україні, про обґрунтування її історичної традиції, то він мобілізував усі свої наукові і людські ресурси, щоб виконати покладену на нього місію. До літа 1958 р. вчений написав п'ять томів і розпочав роботу над шостим. Початок шостого тому вилучено у Й. Сліпого під час його арешту 19 червня 1958 р. Митрополит не встиг належно опрацювати літературу, текст потребував уточнення, редагування. Його праця не готувалася до друку. Головною турботою автора на той час було одне: щоб вона не загубилася в хуртовині сибірського заслання і дійшла до Львова, бодай у рукописних копіях. Текст праці зберігся повністю — перші два томи у копіях, останні — рукописи. Всі п'ять томів і початок шостого тому вийшли друком у Римі у 90-х — на початку 2000-х років.
Книги містять розгляд історії церкви на теренах України від апостольських часів до Берестейської унії. В даній праці Й. Сліпий замислювався над місією церкви, яка перебувала поміж Сходом і Заходом, поміж Європою і Візантією, над її особливостями — і позитивними, і негативними. На його думку, вона розвивалась, органічно вбираючи культуру своєї землі, яку часто рятувала від занепаду. З позиції єдності він осмислював місце і роль Греко-католицької церкви, розглядаючи її, як синтез східної і західної традиції.  Згідно з вченням Й. Сліпого, кожна нація мала зробити власний внесок у скарбницю світової культури, щоб вижити за будь-яких умов. 